# Thierry Schoen
Thierry Schoen, né le 3 juin 1956 à Châteauroux, est un dirigeant français de football et chef d'entreprise.

## Biographie
Thierry Schoen nait en juin 1956 de parents alsaciens, installés à Châteauroux pour cause de football et compte tenu de la situation de l’Alsace au sortir de la Seconde Guerre mondiale. Son père est gardien de but amateur du club de Koenigshoffen et de l’équipe d’Alsace. Il est transféré à la Berrichonne de Châteauroux en 1948. D’abord métreur, puis assureur, avant d’entrer dans la société de boissons Buisse et de créer son entreprise en 1952, le de père Thierry Schoen est le premier à exporter hors d’Alsace la bière d’une petite brasserie appelée Kronenbourg. 
Comme son père, Thierry joue gardien de but, mais il n'a ni l’envie ni le talent pour en faire son métier. Il évolue sous les couleurs de la Berrichonne de Châteauroux, mais aussi d’autres clubs du département : Vatan, Aigurande et au Poinçonnet.

## Carrière
Thierry prend ensuite à la tête de l’entreprise de distribution de boissons de son père avec son frère Patrick. La société Schoen est le plus vieux partenaire de la « Berri ». Dès 1952 en fondant sa société, son père devient le premier sponsor du club. Par la suite, il en devient le directeur sportif. Logiquement lorsque Michel Denisot créé la société anonyme à objet sportif (SAOS) pour gérer la section professionnelle, l’entreprise devient actionnaire.
En décembre 2013, Thierry Schoen succède à Patrick Le Seyec à la présidence de la Berrichonne de Châteauroux. Il l’assure mordicus, il devient président quasiment « à l’insu de son plein gré ». « Je vous promets, avant la fameuse réunion du conseil d’administration du 20 décembre, je ne savais pas que je deviendrais président. Si je vous disais que quarante-huit heures avant je n’y pensais même pas, j’exagèrerais à peine. En fait mes collègues m’avaient sollicité plusieurs fois. Cette fois je ne pouvais pas dire non. C’est une façon de rendre au club tout ce qu’il m’a apporté ».
N'ayant pas la même disponibilité que son prédécesseur, Thierry nomme Bruno Allègre comme président délégué. Leur première mission est de maintenir la « Berri » en Ligue 2.